# Balzamovač
Balzamovač (japonsky 死化粧師, Šigešóši) je japonská džosei manga o sedmi svazcích, jejíž autorkou je Micukazu Mihara. Manga původně vycházela v časopisu Feel Young nakladatelství Šódenša v letech 2002 až 2013. V Česku vydalo první tři svazky nakladatelství Hanami v letech 2010 až 2011, ale poté vydávání ukončilo. V roce 2007 byla vytvořena stejnojmenná adaptace v podobě dvanáctidílného televizního seriálu.